# أنطون مولر
أنطون مولر (بالألمانية: Anton Möller)‏ هو رسام ألماني وبولندي، ولد في 1563 في كونيغسبرغ في الإمبراطورية الروسية، وتوفي في 1611 في غدانسك في بولندا.